# 格奧爾格·弗雷德里克·哈斯

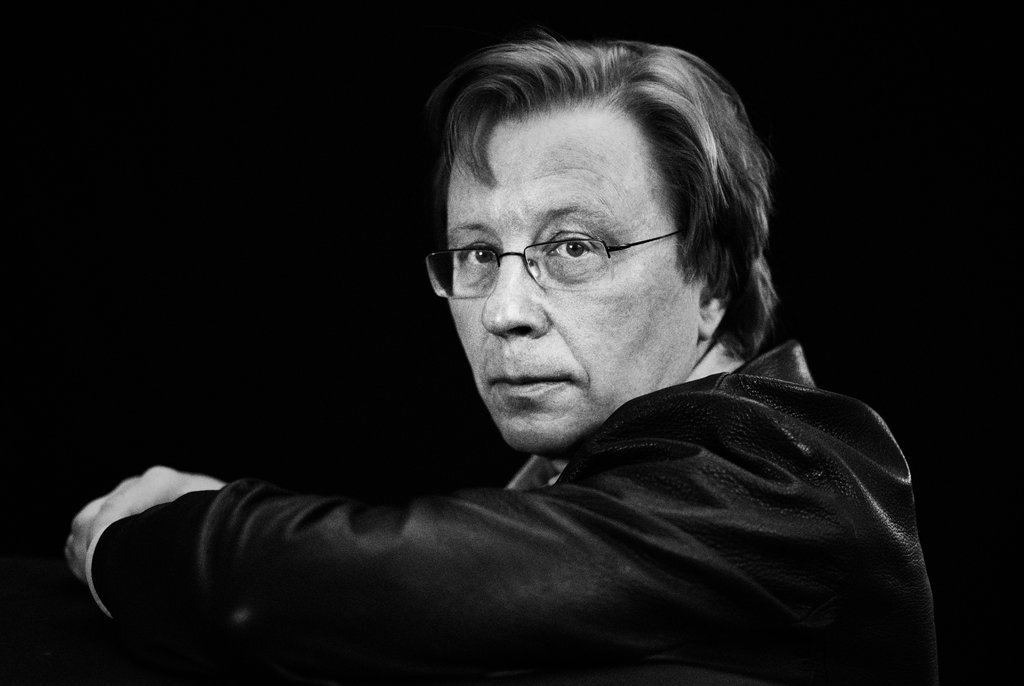
2014年的哈斯

格奧爾格·弗雷德里希·哈斯（德語：Georg Friedrich Haas，1953年8月16日—），奥地利作曲家，其作曲風格常被歸類於頻譜音樂。

## 生平
哈斯出生於奧地利東部的格拉茨，并在查贡斯长大。年輕時在格拉茨音乐与表演艺术大学學習作曲（师从格斯塔·诺伊维尔特和伊万·埃勒德），鋼琴（师从Doris Wolf）與音樂教育學。自1978年起在该音乐學院任教，並在1989年成為副教授，研究對位法，當代作曲技巧與分析，與介紹微音音樂。他曾在维也纳音乐与表演艺术大学跟隨弗里德里希·采尔哈作過兩年的博士後研究（1981-1983年期間），並曾參予德國的达姆施塔特夏校（1980，1988和1990）。自2005年開始，他任教於瑞士巴塞爾的音樂學院。

## 音乐
哈斯被認為是個對於聲響的內在世界有著高度感性與想像力的探索者。其廣泛運用微音複調和微音音程與利用泛音系列的作曲技法常讓人回想起匈牙利的20世紀作曲家利蓋蒂·捷爾吉。

### 代表作品
- 夜-影（Nacht-Schatten，1991）， 給室內樂團
- ....（1994），給手風琴，中提琴與室內樂團的雙協奏曲
- ... Einklang freier Wesen ...（1994/1995，1996年修订），給10件樂器
- ...Wer, wenn ich schriee, hörte mich ....（1999），給打擊樂與室內樂團

## 外部連結
- 在環球出版的介紹 （页面存档备份，存于）
- 在IRCAM的介紹 （页面存档备份，存于）